# Barthélémy Rossello
 (novembre 2015).
Si vous disposez d'ouvrages ou d'articles de référence ou si vous connaissez des sites web de qualité traitant du thème abordé ici, merci de compléter l'article en donnant les références utiles à sa vérifiabilité et en les liant à la section « Notes et références ».
Barthélémy Rossello, militaire français né en 1935, membre du commando Jaubert pendant la guerre d'Algérie, puis chef du service action du MPC (mouvement pour la communauté), s’était converti dans l’infiltration des réseaux OAS avant d’être abattu en 1961.

## Biographie
Né le 10 novembre 1935, il s’engage dans la Marine nationale en 1953. Matelot de 3e classe sans spécialité, il est affecté au Centre de formation maritime d’Hourtin, dans les Landes, puis au Centre Siroco, au cap Matifou, près d’Alger, pour y suivre la formation de fusilier marin. Pendant sept mois, cours, exercices et opérations dans les djebels autour d’Alger, en petite Kabylie, se succèdent à un rythme intensif. Matelot de 2e classe breveté fusilier élémentaire le 1er mars 1954, il est certifié commando le 1er juin suivant et nommé au Corps amphibie Marine à Toulon, commando de Penfentenyo. Il rejoint le commando Jaubert le 15 septembre 1956. Cette année-là, la nationalisation de la compagnie du canal de Suez par l’Égypte du président Nasser provoque un conflit mené par Israël, la France et la Grande-Bretagne. Le commando Jaubert est l’un des trois commandos français engagés au sein de la Task group 345.3 (groupe d’assaut français). Partis du port d’Alger à bord du Jean Bart, les hommes de Jaubert sont débarqués à Chypre où doivent se regrouper les éléments franco-britanniques de la "Force A". De là, ils approchent par LST les côtes égyptiennes. Les objectifs qui leur sont assignés, ateliers de réparation de la compagnie du canal, usine électrique et entrepôts frigorifiques, sont situés à l’est du canal de Suez, sur Port-Fouad. Le 6 novembre 1956 à l’aube, "Jaubert" fait partie de la première vague d’assaut, la vague "blanche". Les commandos ne rencontrent qu’une faible résistance et après quelques accrochages avec des tireurs isolés, sont rapidement maîtres de la situation. Chargés du ravitaillement de la population et des troupes débarquées, le commando Jaubert est le dernier à quitter l’Égypte.
Au retour de l’expédition de Suez, après une période de repos, le commando Jaubert reçoit en juin 1957 la mission de s’implanter en poste fixe sur un piton aride au pied du djebel Tadjera, en Algérie, secteur aux mains des rebelles opposés à la présence française. La construction du poste baptisé "Requin", ainsi que les opérations de guerre et de renseignement, sont alors menées de pair. Spécialiste des sabotages, Barthélémy Rossello franchit à plusieurs reprises la frontière marocaine pour faire sauter les installations des bases de l’ALN et fait le coup de feu contre les fellagas, partisans algériens soulevés contre l’autorité française. 
Il est rendu à la vie civile en août 1958 mais reste attentif à une situation qui ne cesse de se dégrader en Algérie comme en métropole. Il participe ainsi aux journées des barricades qui se déroulent du 24 janvier au 1er février 1960 à la suite du rappel du général Massu, commandant des forces armées et de police, par le gouvernement.
Renvoyé pour cela de la banque où il travaille, il gagne alors sa vie comme photographe. Il rencontre peu après Lucien Bitterlin, secrétaire général de la Fédération d’Algérie du Mouvement pour la coopération (MPC) et se met à son service. Le rôle de cet organisme est de soutenir localement dans l’opinion publique, la politique du gouvernement français. Au mois de mai 1960, lors de la campagne pour l’élection du cadi Benhoura au Conseil général d’Alger, Barthélémy Rossello assure les fonctions de garde du corps pendant les réunions. Bitterlin finit par lui confier la direction du service action du mouvement.
En septembre 1960, il accompagne sa femme, qui vient d’accoucher, à Thouars. Au cours des mois suivants, il continue d’y militer. Tandis que le 8 janvier 1961, les Français doivent se prononcer sur le principe d’autodéterminatiion en Algérie, il passe les nuits des semaines précédentes à coller sur les murs de la ville et des localités avoisinantes des affiches en faveur du "oui".
Soupçonné d'espionnage pour le compte du gouvernement français, il est abattu par l’OAS le 19 mars 1961. Chargé d'infiltrer l'OAS, son corps est repêché après avoir passé 10 jours dans l'eau de mer, la tête trouée par du gros calibre. Il laisse une femme et un enfant. Son assassinat va provoquer la création des "barbouzes" en Algérie contre l'OAS. 

## Sources
- Yves Courrière, La guerre d'Algérie, t. 4, Paris, Éditions Fayard (présentation en ligne)

- Lucien Bitterlin, Histoire des barbouzes, Paris, Éditions du Palais Royal, coll. « La Vérité difficile », 1972, 268 p. (présentation en ligne)

- Georges Fleury, Histoire secrète de l’OAS, Paris, Éditions Grasset, 2002, 1042 p. (présentation en ligne)